# شهرستان دیویس (آیووا)
شهرستان دیویس، آیووا (به انگلیسی: Davis County, Iowa) شهرستانی در ایالات متحده آمریکا است که در آیووا واقع شده‌است.

## خصوصیات
شهرستان دیویس ۱٬۳۰۷٫۹۵ کیلومترمربع مساحت دارد.